# (5309) MacPherson
(5309) MacPherson es un asteroide perteneciente al cinturón de asteroides, descubierto el 2 de marzo de 1981 por Schelte John Bus desde el Observatorio de Siding Spring, Nueva Gales del Sur, Australia.

## Designación y nombre
Designado provisionalmente como 1981 ED25. Fue nombrado MacPherson en honor al conservador del Museo Nacional de Historia Natural del Smithsonian Glenn MacPherson, estudió cóndrulos e inclusiones ricas en Ca-Al para investigar los procesos nebulares que formaban los meteoritos condríticos. Su trabajo en isótopos de vida corta ha ayudado a limitar el tiempo de estos procesos.

## Características orbitales
MacPherson está situado a una distancia media del Sol de 2,251 ua, pudiendo alejarse hasta 2,780 ua y acercarse hasta 1,722 ua. Su excentricidad es 0,234 y la inclinación orbital 4,044 grados. Emplea 1234,01 días en completar una órbita alrededor del Sol.

## Características físicas
La magnitud absoluta de MacPherson es 14,4.